# Список гор оазиса Ширмахера (Антарктида)
Оазис Ширмахера — свободный ото льда участок Антарктиды, площадью примерно 35 км², расположенный в центральной части Берега Принцессы Астрид, Земля Королевы Мод. Здесь располагается российская научно-исследовательская антарктическая станция Новолазаревская. Регион оазиса насчитывает 18 горных вершин.

## Список гор оазиса Ширмахера
| № | Фотография | Название        | Высота | Краткая информация | Координаты                      | Примечание                                                                            |
| - | ---------- | --------------- | ------ | --- | ------------------------------- | ------------------------------------------------------------------------------------- |
| 1 |            | Андерсенсота    | 1036 м | Расположена на северо-востоке хребта Фимбулхеймен. Возвышается на юге оазиса Ширмахера в западной части нунатаков Лингетоппане. Гора названа в честь норвежца Сверре Кристоффера Андерсена (норв. Sverre K. Andersen) (1914—1986), ветерана Второй мировой войны. | 70°57′18″ ю. ш. 11°29′30″ в. д. | В шведском варианте гора называется холмом (сопкой)                                   |
| 2 |            | Ветен           |        | Поднимается в восточной части Ветехеи. В переводе с норвежского — «Каменный курган». Название предложено Норвежским полярным институтом | 70°46′00″ ю. ш. 11°35′00″ в. д. | Пирамида из камней                                                                    |
| 3 |            | Ветехея         | 305 м  | Скалистое плато. В переводе с норвежского — «Каменный курган». Название предложено Норвежским полярным институтом | 70°46′00″ ю. ш. 11°35′00″ в. д. | Пирамида из камней, Аэродромная гора                                                  |
| 4 |            | Крокевасфьеллет | 12 м   | Скальный выход. у его западной стороны расположено озеро Зигзаг (Крокеватнет) Название предложено Норвежским полярным институтом | 70°44′00″ ю. ш. 11°27′00″ в. д. | Часть названия позаимствована у названия озера Крокеватнет                            |
| 5 |            | Паванпутра      | 90 м   | Гора. Рядом расположены озёра Предгорное Шельфовое и Карово. Название предложено сотрудниками индийской антарктической научной станции Маитри, расположенной рядом с горой. | 70°45′56″ ю. ш. 11°44′49″ в. д. | Гора названа в честь индийского мифологического образа Паван Путра.                   |
| 6 |            | Певихорнет      | 1021 м | Гора-нунатак. Он прорывает ледовый покров в Лингетоппане на восточной оконечности Фимбулхеймена. Название предложено Норвежском полярным институтом в 1969 году. Гора названа в честь американцев, братьев Джонни (1913—1944) и Артура Певика (1915—1974), которые были активными лидерами движения сопротивления в Тронхейме против немецкой оккупации Норвегия во время Второй мировой войны. | 70°57′42″ ю. ш. 11°50′30″ в. д. | Джонни погиб в застенках гестапо.                                                     |
| 7 |            | Хаугландтоппен  | 1083 м | Гора-нунатак. В хребте Фимбулхеймен является самым западным из группы нунатаков Лингетоппане. Название предложено Норвежским полярным институтом. Оно посвящено участнику норвежского сопротивления Кнуту Хаугланду (1917—2009). | 70°56′30″ ю. ш. 11°23′30″ в. д. | Хаугланд являлся участником экспедиции Тура Хейердала на плоту «Кон-Тики» (1947 год). |
| 8 |            | Центральная     | 70 м   | Гора-нунатак. Название предложено сотрудниками российской антарктической научной станции Новолазаревская, поскольку гора занимает центральное возвышенное положение среди окружающих его нунатаков. Рядом находится группа озёр Ширмахера. | 70°45′00″ ю. ш. 11°40′00″ в. д. |                                                                                       |